# Мерігоміш-Гарбор 31
Мерігоміш-Гарбор 31 (англ. Merigomish Harbour 31) — індіанська резервація в Канаді, у провінції Нова Шотландія, у межах графства Пікту.

## Населення
За даними перепису 2016 року, індіанська резервація не мала постійного населення.

## Клімат
Середня річна температура становить 6,2°C, середня максимальна – 22°C, а середня мінімальна – -11,4°C. Середня річна кількість опадів – 1 251 мм.
| Клімат поселення                              | Клімат поселення | Клімат поселення | Клімат поселення | Клімат поселення | Клімат поселення | Клімат поселення | Клімат поселення | Клімат поселення | Клімат поселення | Клімат поселення | Клімат поселення | Клімат поселення | Клімат поселення |
| Показник                                      | Січ.             | Лют.             | Бер.             | Квіт.            | Трав.            | Черв.            | Лип.             | Серп.            | Вер.             | Жовт.            | Лист.            | Груд.            |                  |
| Середній максимум, °C                         | −1,28            | −1,48            | 2,62             | 8,06             | 13,48            | 19,14            | 21,84            | 22,04            | 17,88            | 12,66            | 7,80             | 1,50             |                  |
| Середня температура, °C                       | −6,22            | −6,48            | −2,36            | 3,10             | 8,54             | 14,16            | 18,48            | 18,68            | 14,58            | 9,26             | 4,46             | −1,88            |                  |
| Середній мінімум, °C                          | −11,2            | −11,44           | −7,34            | −1,88            | 3,58             | 9,22             | 15,10            | 15,32            | 11,18            | 5,94             | 1,06             | −5,24            |                  |
| Норма опадів, мм                              | 109              | 92               | 98               | 91               | 88               | 92               | 83               | 89               | 113              | 129              | 138              | 129              |                  |
| Середньомісячна швидкість вітру, м/с          | 6.20             | 5.80             | 5.70             | 5.30             | 5.00             | 4.60             | 4.40             | 4.30             | 4.90             | 5.70             | 6.20             | 6.60             |                  |
| Середньомісячна сонячна радіація, кДж/м²·день | 4847             | 8143             | 12041            | 15090            | 18232            | 20378            | 20253            | 17762            | 13365            | 8396             | 4816             | 3630             |                  |
| --------------------------------------------- | ---------------- | ---------------- | ---------------- | ---------------- | ---------------- | ---------------- | ---------------- | ---------------- | ---------------- | ---------------- | ---------------- | ---------------- | ---------------- |
| Джерело:                                      |                  |                  |                  |                  |                  |                  |                  |                  |                  |                  |                  |                  |                  |